# 灵比站
灵比站（丹麦语：Lyngby Station）是丹麦的一座小型火车站，现由丹麦国家铁路下属的哥本哈根市郊铁路使用。位于丹麦首都大区靈比-措拜克市鎮灵比镇。1863年10月1日启用。灵比站东北侧正门前是大型巴士转换站，有多条通往多个方向的巴士线路。还设有购物中心，内设小商店和超市。2012年，丹麦国家铁路从灵比-措拜克市镇政府处获得了灵比站商业街的所有权并进行了翻新，翻新工程的设计单位是戈特利布·帕卢丹建筑设计事务所（Gottlieb Paludan Architects）。 预计于2025年通车的“丹麦首都圈轻轨三环路线”也将在灵比站设站。
| 上一站                                               | 哥本哈根市郊铁路          | 下一站                                 |
| ---------------------------------------------------- | ------------------------- | -------------------------------------- |
| 耶厄斯堡站 开往：洪迪厄站                            | 工作日白天                | 霍尔特站 开往：希勒勒站                |
| 耶厄斯堡站 开往：克厄站                              | 夜间及周末                | 无忧站 开往：希勒勒站                  |
| 耶厄斯堡站 开往：克厄站                              | 仅工作日白天开行          | 无忧站 开往：霍尔特站                  |
| 上一站                                               | 丹麦首都圈轻轨 （建设中） | 下一站                                 |
| 灵比购物中心站 （建设中） 开往：伦措夫特站（建设中） | 三环路线 （建设中）       | 旧沼泽路站 （建设中） 开往：伊斯霍伊站 |

## 巴士线路
灵比站配套有巴士转换站，现有以下巴士线路停靠：68路、179路、180路、181路、182路、183路、184路、190路、191路、192路、194路、388路、400路、94N路、300S路、400S路。

## 历史
灵比站于1863年10月1日启用，是西兰岛北线铁路最初的北端终点。 第一代站房的总设计师是卡尔·海因里奇·沃尔夫（Carl Heinrich Wolf）。1864年，西兰岛北线铁路北段延线至赫尔辛格站。1890年“灵比—韦兹拜克铁路”通车。为连通连接海勒鲁普站及霍尔特站的铁路，1890年至1891年间灵比站重建了一座规模更大的站房，由海因里克·文克和尼尔斯·彼泽·克里斯蒂安·霍尔瑟共同主持设计。
灵比站内的铁路于1936年改为电气化铁路并引入哥本哈根市郊铁路。同年，“灵比—韦兹拜克铁路”终点由灵比站迁至耶厄斯堡站。海因里克·文克主持设计的站房于1956年拆毁。

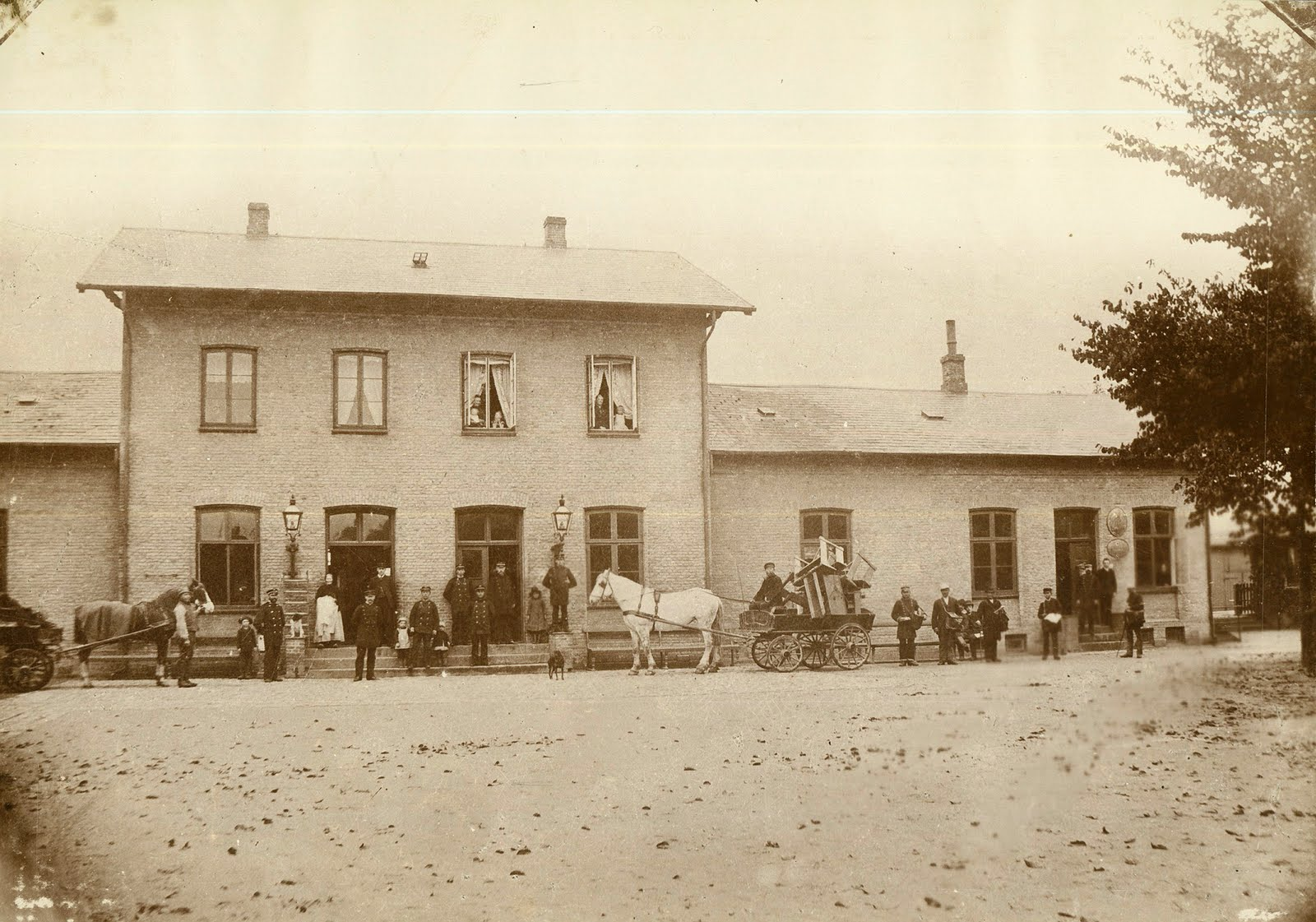
灵比站第一代站房
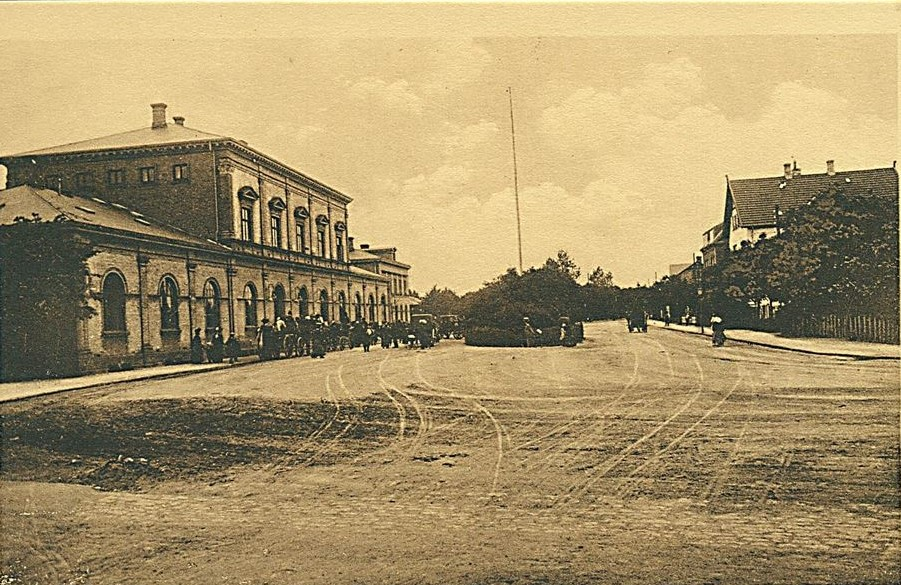
灵比站老站房
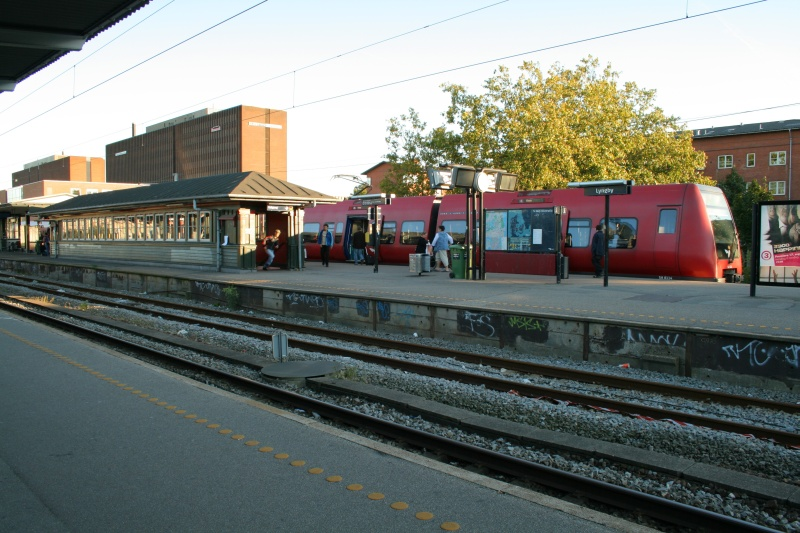
哥本哈根市郊铁路列车停靠在灵比站，2007年拍摄

## 丹麦首都圈轻轨使用部分
丹麦首都圈轻轨使用部分建成后将有“丹麦首都圈轻轨三环路线”列车停靠，预计于2025年和丹麦首都圈轻轨首期工程三环路线一同启用。计划设于既有灵比站正门前的铁路广场（Jernbanepladsen），采用地面车站设计，站台布局为两个侧式站台夹两条股道。

## 相邻车站
| 上一站                                             | 丹麦国家铁路              | 下一站                               |
| -------------------------------------------------- | ------------------------- | ------------------------------------ |
| 耶厄斯堡站 往：哥本哈根火车总站                    | 西兰岛北线铁路            | 无忧站 往：赫尔辛格站                |
| 上一站                                             | 丹麦首都圈轻轨 （建设中） | 下一站                               |
| 灵比购物中心站 （建设中） 往：伦措夫特站（建设中） | 三环路线 （建设中）       | 旧沼泽路站 （建设中） 往：伊斯霍伊站 |

## 外部連結
- 丹麦国家铁路官网对本站的介绍 （页面存档备份，存于）（丹麦语）